# Bolivie aux Jeux olympiques d'hiver de 1984
L'équipe olympique de Bolivie  a participé  aux Jeux olympiques d'hiver de 1984 à Sarajevo en Yougoslavie. Elle prit part aux Jeux olympiques d'hiver pour la troisième fois de son histoire et son équipe formée de trois athlètes ne remporta pas de médaille.

## Délégation
Le tableau suivant montre le nombre d'athlètes boliviens dans chaque discipline :
| Sport     | Hommes | Femmes | Total |
| --------- | ------ | ------ | ----- |
| Ski Alpin | 3      | 0      | 3     |
| Total     | 3      | 0      | 3     |

## Résultats

### Ski alpin
Hommes
| Athlète              | Épreuve      | Manche 1      | Manche 1 | Manche 2      | Manche 2 | Total         | Total |
| Athlète              | Épreuve      | Temps         | Rang     | Temps         | Rang     | Temps         | Rang  |
| -------------------- | ------------ | ------------- | -------- | ------------- | -------- | ------------- | ----- |
| Scott Sánchez        | Descente     |               |          |               |          | 1 min 54 s 75 | 43    |
| Mario Hada           | Slalom Géant | DSQ           | –        | –             | –        | DSQ           | –     |
| José-Manuel Bejarano | Slalom Géant | 2 min 04 s 38 | 81       | 2 min 29 s 58 | 76       | 4 min 33 s 96 | 76    |
| Scott Sánchez        | Slalom Géant | 1 min 29 s 45 | 38       | 1 min 27 s 84 | 32       | 2 min 57 s 29 | 34    |
| Scott Sánchez        | Slalom       | 1 min 00 s 16 | 36       | DNF           | –        | DNF           | –     |